# Franz Schmedt
Franz Schmedt (* 24. Juli 1932 in Hunteburg; † 18. Dezember 2022 in Lingen (Ems)) war ein deutscher Journalist.

## Leben
Schmedt besuchte das Ernst-Moritz-Arndt-Gymnasium in Osnabrück, an dem er 1952 das Abitur ablegte. Er studierte Publizistik an der Westfälischen Wilhelms-Universität in Münster, unter anderem bei Walter Hagemann. Sein Volontariat absolvierte er vom 1. Oktober 1953 an bei der Neuen Tagespost in Osnabrück, wo er anschließend Redakteur war.
1968 wurde Schmedt zum Chefredakteur der Neuen Osnabrücker Zeitung berufen, die im Jahr zuvor aus der Fusion der Neuen Tagespost und des Osnabrücker Tageblatts entstanden war. In seiner Zeit als Chefredakteur gab er der Zeitung durch Kommentare und Interviews mit führenden Politikern und Vertretern der Wirtschaft eine Stimme, die „bundesweit gehört wurde“, und machte sie zu einer der „meistzitierten Regionalzeitung(en) in Deutschland“. Ende 2002 ging Schmedt nach 34 Jahren als Chefredakteur der Zeitung in den Ruhestand. Seine Nachfolge traten Ewald Gerding und Jürgen Wermser an.
Er wurde mit der Justus-Möser-Medaille der Stadt Osnabrück, dem Niedersachsenpreis für Publizistik und dem Bundesverdienstkreuz 1. Klasse ausgezeichnet.

## Auszeichnungen
- 1983: Justus-Möser-Medaille der Stadt Osnabrück für seine „weit über die Grenzen der Stadt wirkenden publizierten Leistungen“[10]
- 1987: Publizistikpreis des Niedersachsenpreises[11]
- 2002: Bundesverdienstkreuz 1. Klasse